# Troglobochica pecki
Espèce
Troglobochica pecki est une espèce de pseudoscorpions de la famille des Bochicidae.

## Distribution
Cette espèce est endémique de Jamaïque. Elle se rencontre dans la grotte Drip Cave à Stewart Town.

## Description
La femelle holotype mesure 4,85 mm.

## Étymologie
Cette espèce est nommée en l'honneur de Stewart B. Peck.

## Publication originale
- Muchmore, 1984 : Troglobochica, a new genus from caves in Jamaica, and redescription of the genus Bochica Chamberlin (Pseudoscorpionida, Bochicidae). Journal of Arachnology, vol. 12, no 1, p. 61-68 (texte intégral).